# Сердце медведицы
«Сердце медведицы» (эст. Karu süda) — романтическая драма 2001 года совместного производства Эстонии и России режиссёра Арво Ихо по одноимённому роману Николая Батурина. В России фильм имеет возрастное ограничение «18+».

## Сюжет
Фильм снят по одноимённому роману Николая Батурина.
Молодой эстонский охотник Нийка отправляется в Сибирскую тайгу, надеясь найти свое истинное «я» вдали от цивилизации. Построив дом в дикой тайге, Нийка быстро становится своим среди местных жителей, эвенков. В него влюбляются сразу несколько женщин. Первая — молодая деревенская учительница, которая хочет быть ему хорошей женой. Вторая — пятнадцатилетняя красавица из местного племени, дикая и неукротимая туземка, которая становится его мифической женщиной-медведицей. Отвергнутая им красавица вонзает себе нож в живот. Когда Нийка случайно убивает большого чёрного медведя, своё собственное «теневое естество», он обременяет себя чувством вины, а его повсюду начинает преследовать медведица, перевоплощаясь время от времени в бессловесную дикарку… Однако ему дается шанс обрести внутреннее равновесие.

## В ролях
- Райн Симмуль — молодой охотник Нийка и Нганасан
- Динара Друкарова — красавица местного племени Гитя и дикарка
- Ильяна Павлова — Эмили
- Кюлли Теэтамм — Лайма
- Лембит Ульфсак — Сиймон
- Наиль Шайхутдинов — Ойумеэс
- Арво Кукумяги — Веньямин
- Галина Бокашевская — Катерина
- Татьяна Легантева — Пяевакийр
- Мерле Пальмисте — Хальлике
- Дин Махаматдинов — Гаук
- Ольга Пеннер — Мавра
- Михаил Матвеев — Казимир
- Зосима Ёткин — Евсей
- Лидия Елизарова — Аглая

## История создания фильма
В конце 1990-х годов эстонский режиссёр и кинооператор Арво Ихо прочёл книгу Николая Батурина «Сердце медведя» и решил снять по ней фильм. Он проехал по Красноярскому краю и Уссурийской тайге, присматриваясь к людям. В Республике Коми Ихо познакомился с лесным охотником  Иваном Денисовым, вместе с которым нашёл места для съёмок горных и таёжных сцен (площадь местного заповедника была больше, чем вся Франция). Вся съёмочная группа в колиxестве 16 человек спала в чуме с местными жителями. Мылись снегом. Лучшей едой в тайге была сырая лосятина. Много сил ушло на поиски медведя для съёмок. Ассистент режиссёра Семён Левин узнал, что в Москве есть медведь Малыш, выступающий перед детьми. Животное было огромным и лежало в клетке по диагонали, потому что иначе туда не помещалось. Именно его и выбрали для съёмок.
Сцены с медведем снимались в Эстонии, в Мульгимаа, где в 36 км к югу от Вильянди растут лиственницы, когда-то привезённые из тайги, и местность напоминает сибирский лес. Арво Ихо очень привязался к медведю. Поначалу трёхметровый зверь весил 480 килограммов. Он питался кашей, фруктами, рыбой и варёным мясом, затем его угостили крабовыми палочками, кока-колой] и пивом, и вес зверя вырос до 520 килограммов. Медведю также давали мелко помолотые кофе и сигареты. Однажды медведь убежал и заблудился в болоте. Он долгое время пропадал. Охотничьи собаки, привезённые из Финляндии, боялись медведя и не искали его. Медведя нашла собака Арво Ихо — такса по кличке Тапсо.
В фильме нужно было снять сцену, как медведь умер. Медведю дали выпить четыре бутылки вина. Когда все сцены были отсняты, Малыш не хотел возвращаться в Россию. Он не пошёл в клетку, пока ему не налили две бутылки пива в медную чашу. «...он сидел между брёвен, смотрел на озеро, но в клетку не пошёл. Он прощался с Эстонией. Тогда я сказал, что ему нужно дать эстонское гражданство», — пошутил тогда Ихо.

## Фестивали
Фильм выдвигался от Эстонии на кинопремию «Оскар» (2002) в категории «Лучший фильм на иностранном языке», но не был принят в качестве номинанта. Номинировался на Премию Европейской киноакадемии (2001) в категории «Лучшая операторская работа». Участвовал в основной конкурсной программе 24-го Московского международного кинофестиваля, но не был отмечен призами.